# アーリーン・ハウエル
アーリーン・ハウエル（Arlene Howell、1939年10月26日 - ）は、アメリカ合衆国の元女優、1958年度ミスUSAのタイトル保持者。

## 生い立ちと教育
ルイジアナ州デリーで、E・M・ハウエル夫妻の娘として生まれる。1952年、一家はルイジアナ州ボージャーシティに転居。彼女にはマーヴィスという姉とマリリンという妹がおり、3人は地元の学校に通った。1957年、ボージャーシティのボージャー高校を卒業。センテナリー・カレッジ・オブ・ルイジアナでスピーチ学と演劇を学んだ。

## 美人コンテストと女優の経歴
女優としての経歴のため金を稼ぎたいと考え、州のミスUSA美人コンテストに出場した。ミス・ルイジアナに優勝した後、1958年7月にカリフォルニア州ロングビーチで開催されたミスUSAコンテストで優勝。その週のうちに、ミス・ユニバース1958に出場して4位となった。直後に名前の綴りを出生名Eurlyne HowellからArlene Howellに変え、女優へと転身した。
ハウエルのテレビデビューは1958年9月28日、西部劇ドラマ『マーベリック』のエピソード「Alias Bart Maverick」で、後に「Shady Deal at Sunny Acres」や「Passage to Fort Doom」というエピソードにも登場する「シンディ・ルー・ブラウン」という準レギュラーの役を演じた。 1959年、ABC/ワーナー・ブラザースの探偵ドラマ『バーボン・ストリート』に23話にわたってレギュラー出演する秘書の「メロディー・リー・マーサー」としてキャスティングされた。ドラマの舞台はニューオーリンズであり、当時の宣伝ではハウエルがルイジアナ出身であることを強調していたが、番組はロサンゼルスで制作された。この番組は1シーズンしか続かなかったが、当時は1シーズン39話の時代であった (インターネット・ムービー・データベースによると、彼女は39話中23話に出演した)。
『マーベリック』では「シンディ・ルー・ブラウン」役のほか、ジェームズ・ガーナー、エドガー・ブキャナンと共演した「Island in the Swamp」というエピソードに「レディバード・フォージ」役で出演した。また『サンセット77』（エピソード「A Nice Social Evening」）、『ブロンコ』（エピソード「Prairie Skipper」）、『Alcoa Premiere』（エピソード「What Ever Happened to Miss Illinois?」）、『おじさまはひとりもの』（エピソード「Ginger's Big Romanc」）に出演した。1966年の『マイペース二等兵』のエピソードでカーター軍曹と初対面デートをする「フローラ」役を演じた。彼女はこの出演を最後に女優を引退した。

## 私生活
1959年8月、パイロットのポール・ラカヴァと結婚、リサという1人娘が生まれた。